# Obeidia lucifera
Obeidia lucifera là một loài bướm đêm trong họ Geometridae.

## Hình ảnh

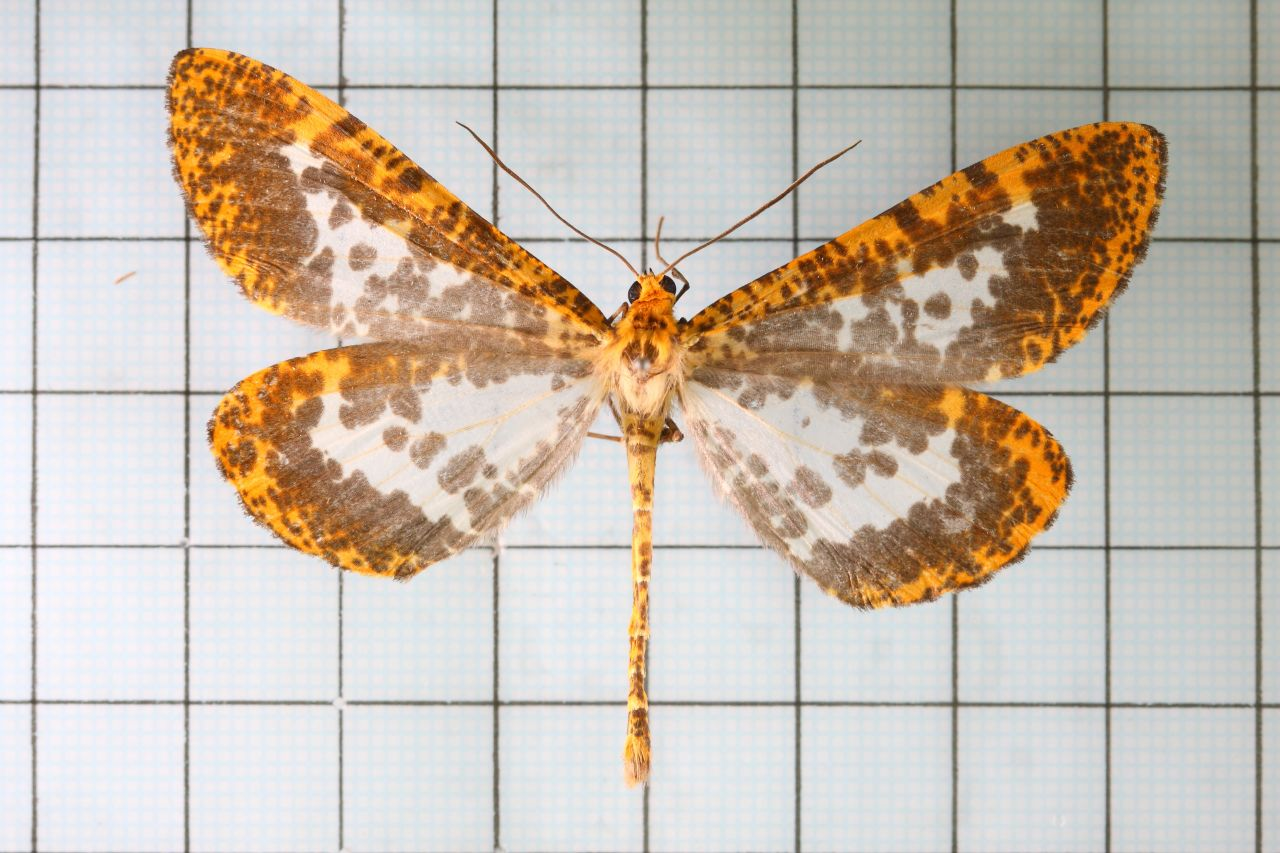
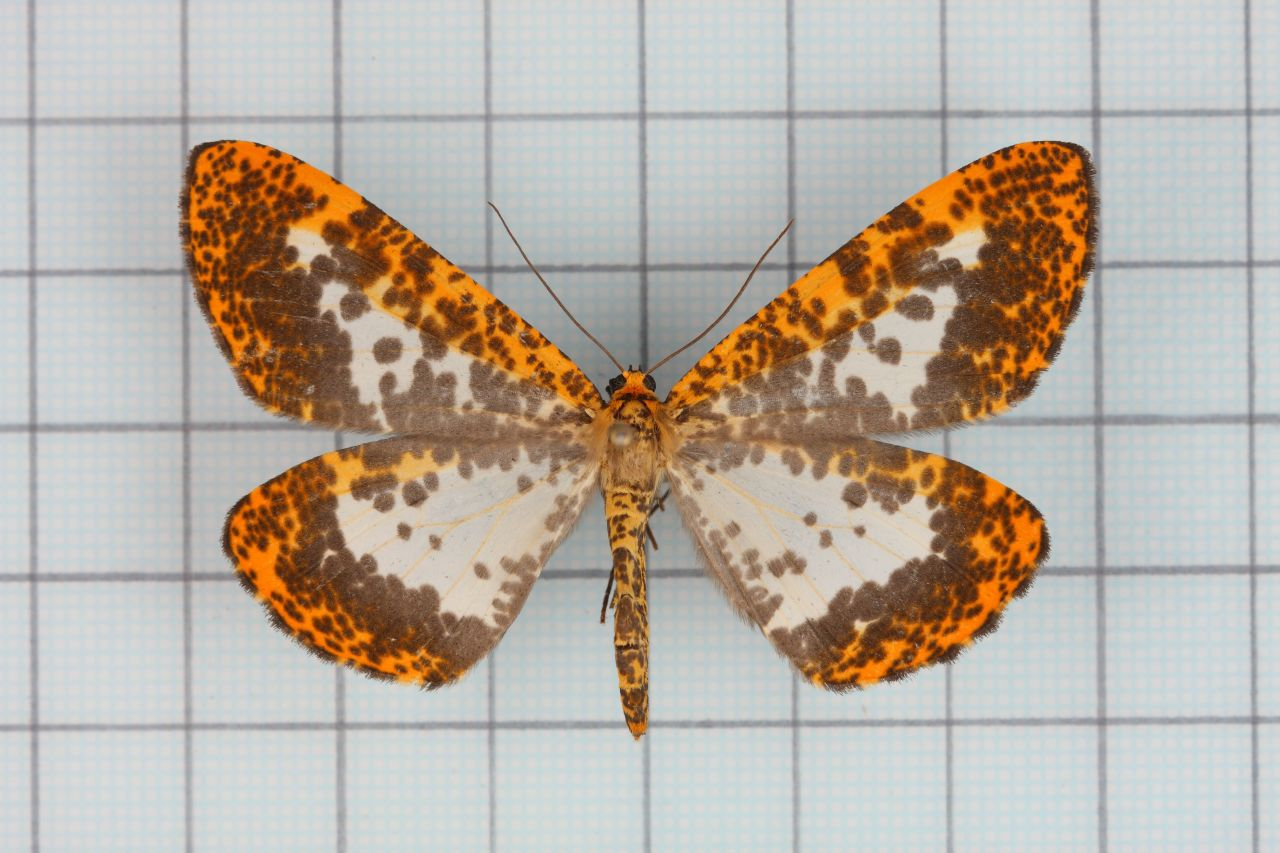
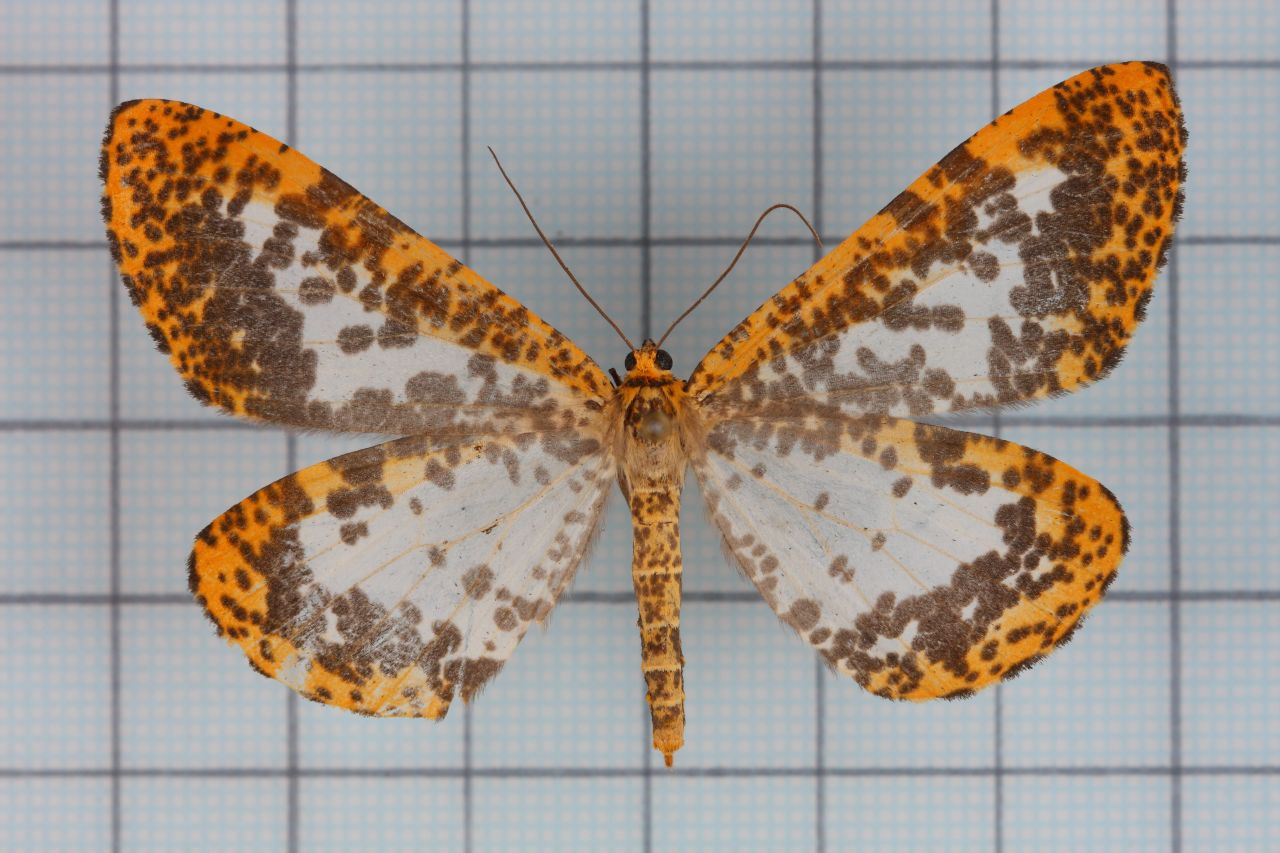
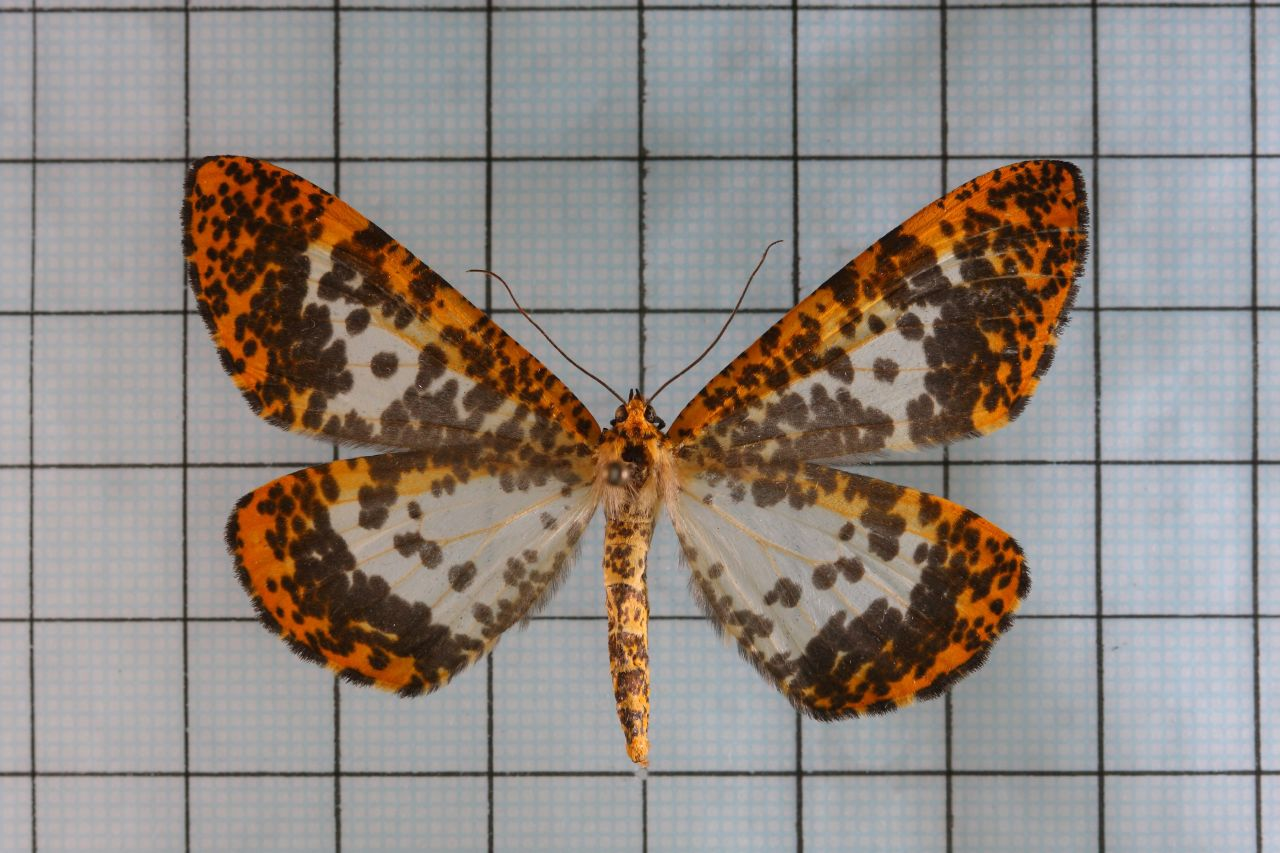